# أراك ضيق الأوراق

أراك ضيق الأوراق (الاسم العلمي:Salvadora angustifolia) هو نوع غير مؤكد من النباتات يتبع جنس الأراك من الفصيلة الأراكية.